# مانشستر سيتي موسم 2010–11
كان موسم 2010–11 هو الموسم الـ109 لنادي مانشستر سيتي لكرة القدم في كرة القدم التنافسية، والموسم الـ82 في كرة القدم الإنجليزية والموسم الـ14 في الدوري الإنجليزي الممتاز.  وبما أن مانشستر سيتي أنهى الموسم الماضي في المركز الخامس، فقد تأهل إلى بطولة الدوري الأوروبي التي أعيدت تسميتها مؤخرًا. كان روبرتو مانشيني هو المدير الفني لفريق البلوز، والذي تم تعيينه في منتصف الموسم السابق.
يتذكر الجميع هذا الموسم من خلال فوز مانشستر سيتي بكأس الاتحاد الإنجليزي، والذي شهد هزيمة منافسه مانشستر يونايتد في الدور نصف النهائي قبل التغلب على ستوك سيتي في النهائي، وكلاهما بنتيجة 1–0. أنهى هذا الانتصار انتظار مانشستر سيتي لمدة 35 عامًا للحصول على اللقب، وكان بمثابة بداية عصر جديد تحت ملكية مجموعة سيتي لكرة القدم. وكان الموسم ملحوظًا أيضًا بسبب احتلال النادي المركز الثالث في الدوري الإنجليزي الممتاز والتأهل إلى دوري أبطال أوروبا للموسم المقبل، وهو الأمر الذي لم يحدث منذ 1967–68، عندما تأهل البلوز إلى كأس أوروبا القديمة عبر فوزهم بلقب الدوري.